# Ombrosaga delkeskampi
Ombrosaga delkeskampi là một loài bọ cánh cứng trong họ Cerambycidae.